# 광주시립미술관
광주시립미술관(光州市立美術館)은 광주광역시에서 운영하는 미술관이다. 본관은 광주광역시 북구 하서로 52번지, 금남로분관은 광주광역시 동구 금남로 20번지, 상록전시관은 광주광역시 서구 상무대로 1165에 각각 위치하고 있다.

## 연혁
- 1992년 8월 1일 시립미술관 개관(1실 2계)
- 1992년 11월 2일 상설전시관 개관
- 1995년 9월 20일 비엔날레관 개관
- 1996년 2월 17일 비엔날레지원본부와 통합 개편(1국 2부 1실 7과)
- 1997년 9월 1일 교육홍보관 개관
- 1998년 9월 3일 중외공원관리사무소와 통합 개편(1국 2부 1실 5과)
- 1999년 5월 15일 시립미술관과 비엔날레 분리(1실 3과)
- 2003년 4월 22일 시립미술관 분관 개관(1실 3과 1분관)
- 2007년 10월 11일 광주시립미술관 본관 신축 개관
- 2008년 8월 6일 시립미술관 인사동갤러리 "LIGHT" 개관
- 2009년 12월 29일 중국북경창작센터 개관
- 2011년 3월 1일 시립미술관 금남로분관 민간위탁(사단법인 한국미술협회 광주광역시지회)

## 조직
- 총괄기획과
- 시설관리과
- 전시운영과
- 학예연구실
- 분관

## 관람 안내

### 휴관일
- 매주 월요일
- 매년 1월 1일
- 추석 및 설날 당일

### 관람 시간
- 9시 ~ 18시(입장은 관람종료 30분 전까지)
- 매주 수요일은 21시까지 연장전시(17시 30분 이후 무료입장)
  - 공휴일은 제외
  - 단, 동절기(12월 ~ 2월)에는 작은 음악회가 개최되는 날에만 연장전시
- 입장료

2016년 6월 1일부터 무료화되었다.

## 같이 보기
- 국립광주박물관
- 대한민국의 박물관과 미술관 목록